# Big Lake, Minnesota
Big Lake là một thành phố thuộc quận Sherburne, tiểu bang Minnesota, Hoa Kỳ. Năm 2010, dân số của thành phố này là 10060 người.

## Dân số
- Dân số năm 2000: 6063 người.
- Dân số năm 2010: 10060 người.